# クギヌキハサミムシ
クギヌキハサミムシは、ハサミムシ目（革翅目）クギヌキハサミムシ亜目 Forficulina またはクギヌキハサミムシ科 Forficulidae の昆虫の総称。このグループの昆虫は、革翅目の中でも鋏が大きくて立派なものが多く、有翅で、脚と頭部と触角が黄色である。
母親が卵を守り育てることで有名で、母親は一斉に生まれた一令幼虫たちに自分の体を食料として提供することで一生を終える。
イネの害虫メイガを食べる益虫として知られており、東南アジアにはイネの栽培時にクギヌキハサミムシをばら撒くところもあるが、アフリカなどに生息する種のヨーロッパクギヌキハサミムシForficula auricularia は農作物を食害する草食昆虫である。